# دانشگاه کلاگن‌فورت
دانشگاه کلاگن‌فورت یک دانشگاه تحقیقاتی فدرالی اتریش و بزرگترین مؤسسه تحقیقاتی و آموزش عالی در ایالت کرنتن می‌باشد که پردیس اصلی آن در شهر کلاگن‌فورت قرار دارد. این دانشگاه در سال ۱۹۷۰ تأسیس شده و در حال حاضر دارای دانشکده‌های علوم انسانی، مدیریت و اقتصاد، علوم فنی و مطالعات بین رشته‌ای است. این دانشگاه در میان ۱۰ دانشگاه برتر جوان (با قدمت کمتر از ۵۰ سال) در رتبه‌بندی دانشگاه‌های جهان QS قرار گرفته‌است. در سال ۲۰۱۹ تعداد دانشجویانی که در این دانشگاه مشغول به تحصیل هستند ۳۶۳۹ دانشجو اعلام شده‌است که از این میان ۶۸ درصد آن را دانشجویان مقطع کارشناسی و ۳۲ درصد آن را دانشجویان تحصیلات تکمیلی تشکیل می‌دهند.

## دانشکده‌ها
- دانشکده علوم انسانی
- دانشکده مدیریت و اقتصاد
- دانشکده علوم فنی
- دانشکده مطالعات بین رشته‌ای

## رنکینگ
براساس رتبه‌بندی مؤسسه QS در سال ۲۰۱۹ این دانشگاه در رتبه ۶۵۰–۶۰۱ دانشگاه‌های جهان و هفتم اتریش قرار گرفته‌است.

## نگارخانه

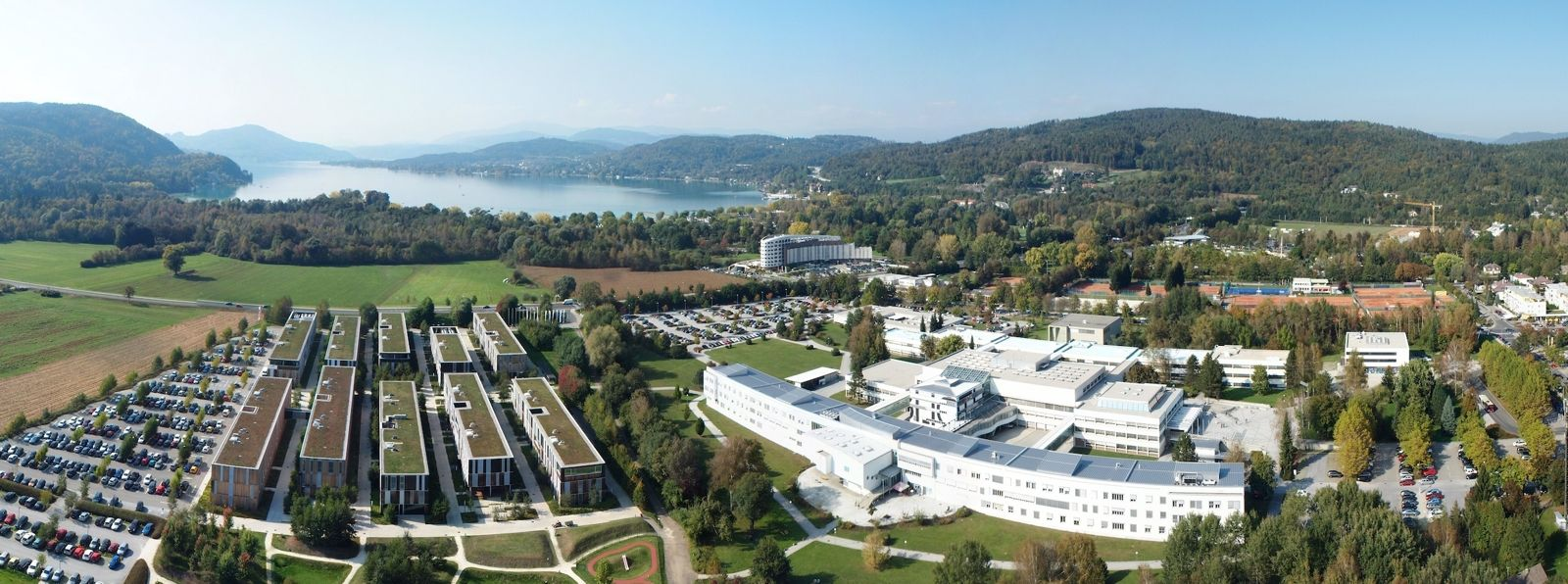
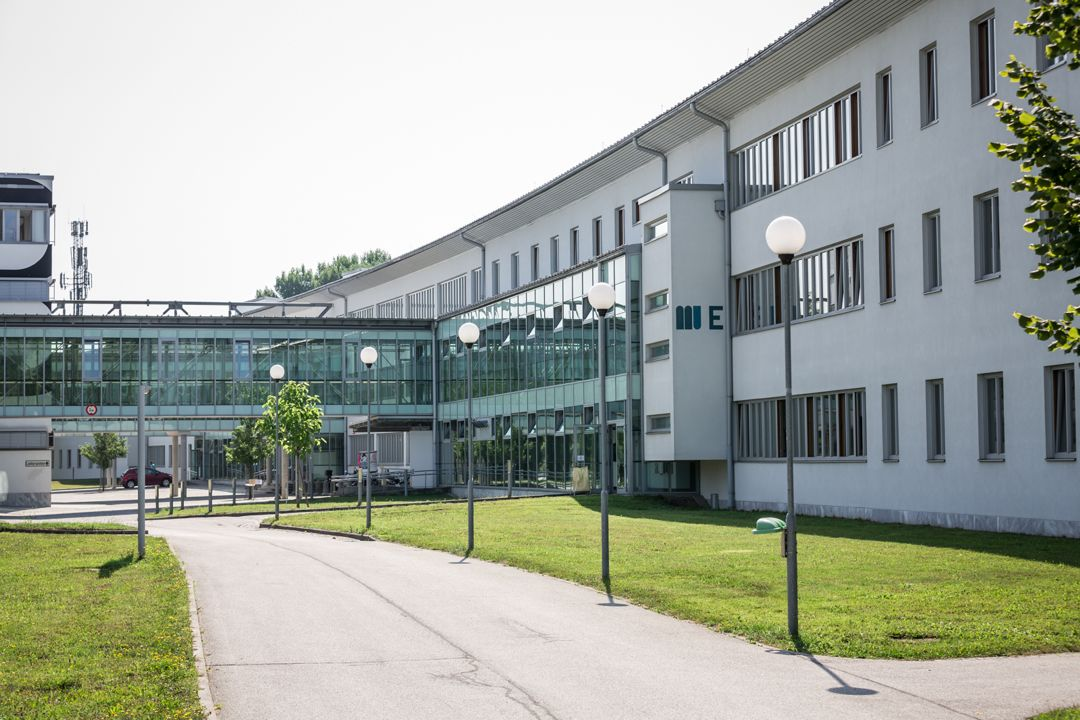
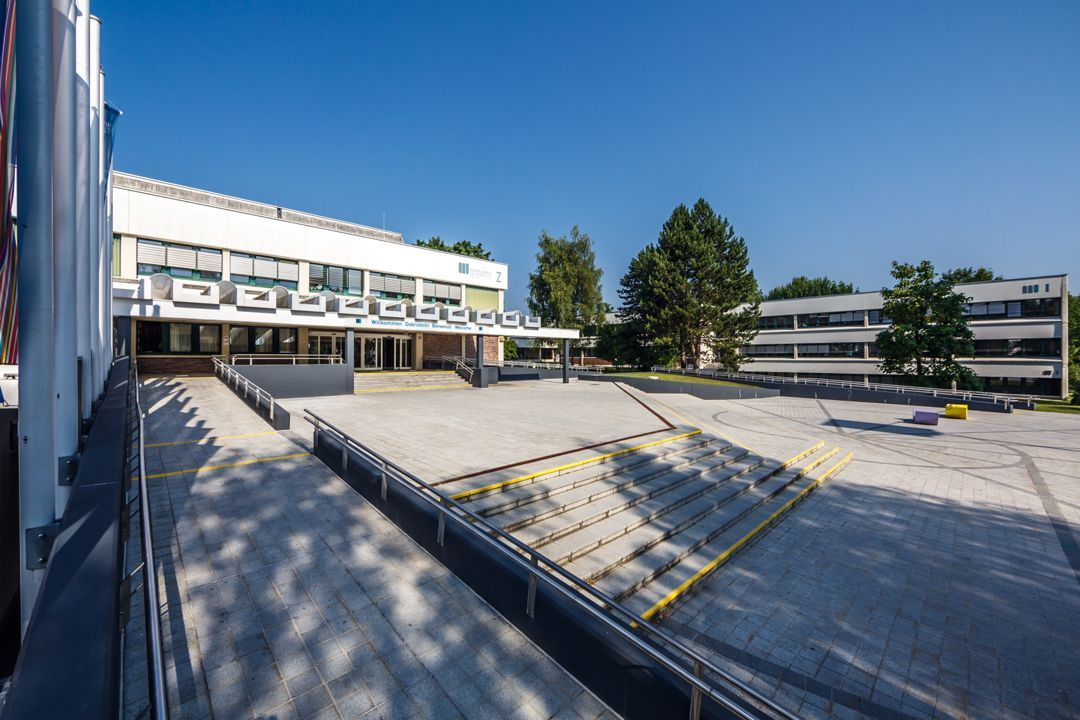
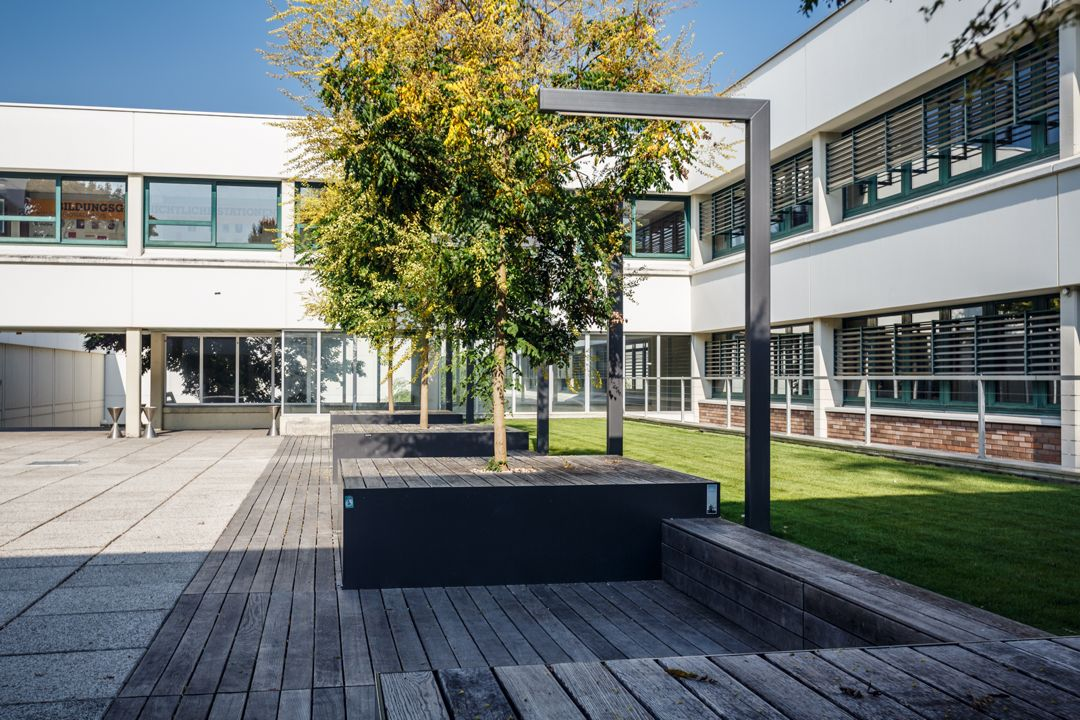
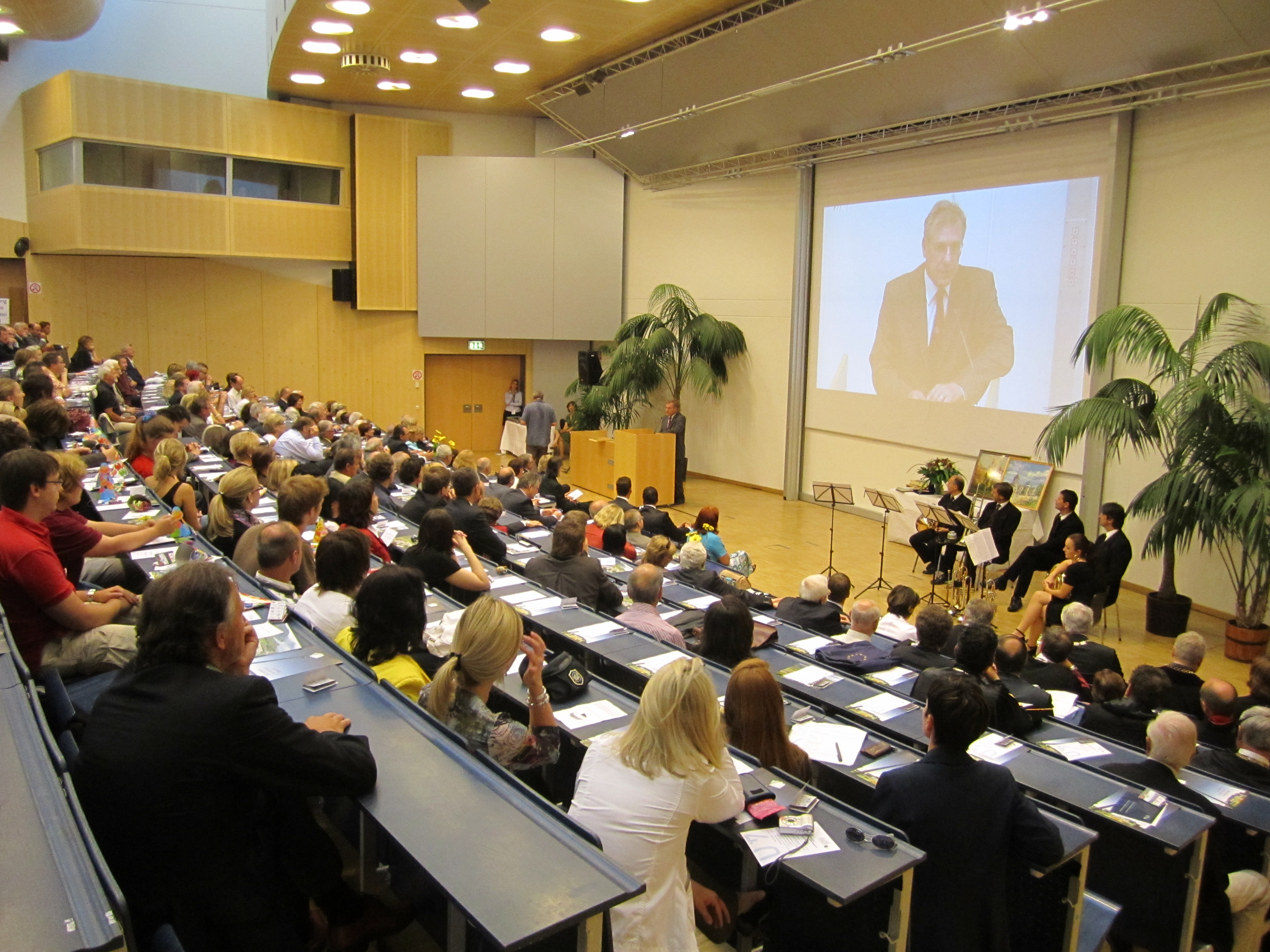
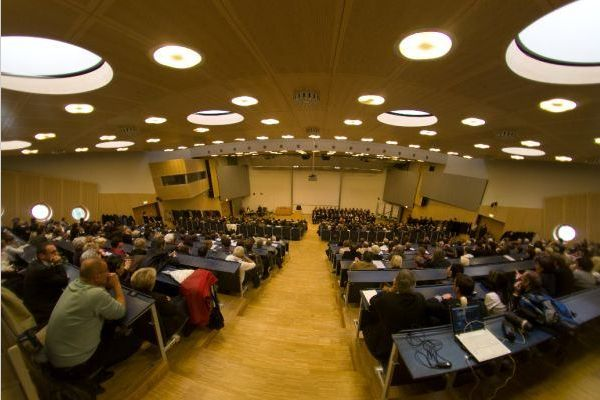
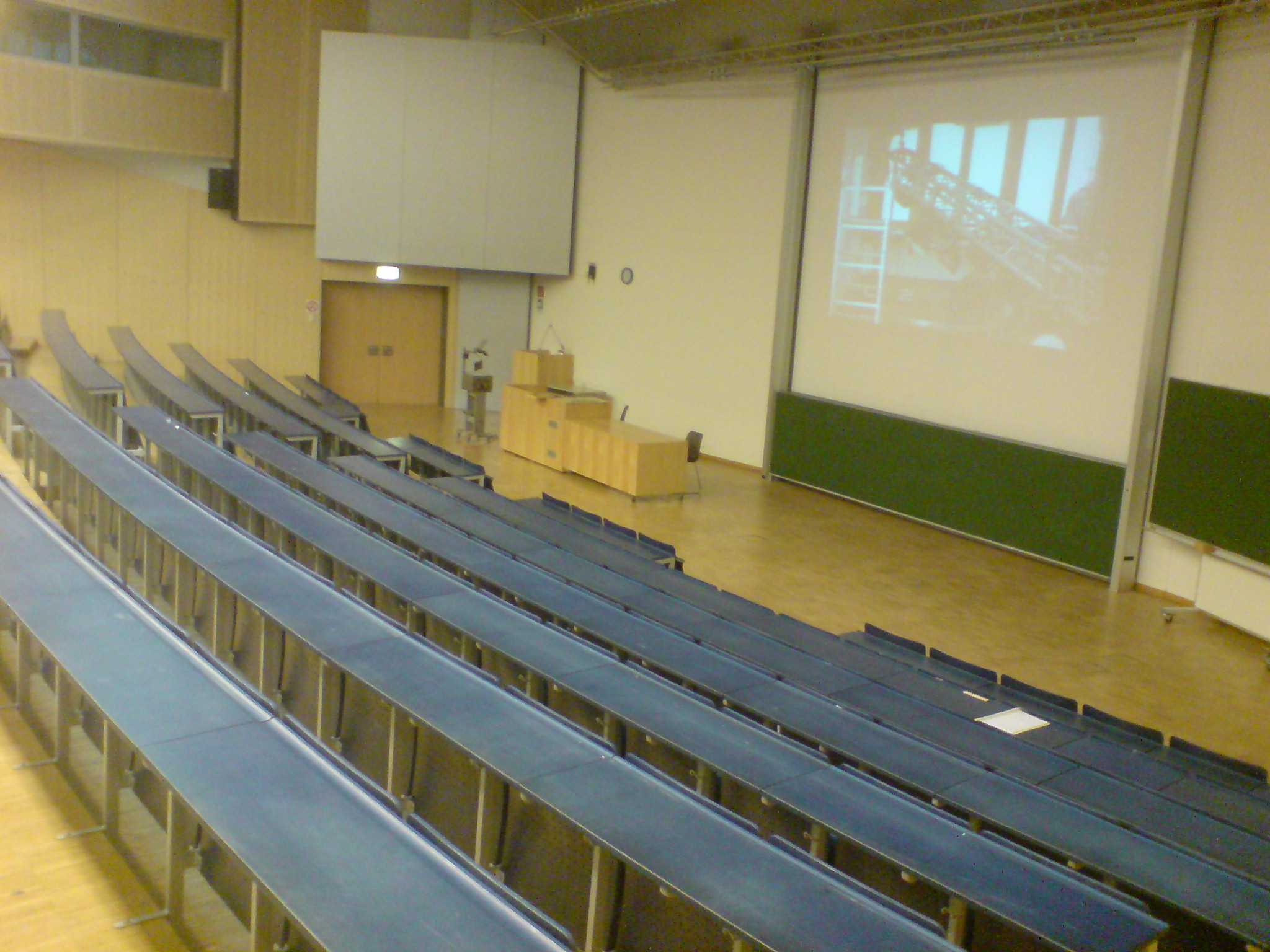
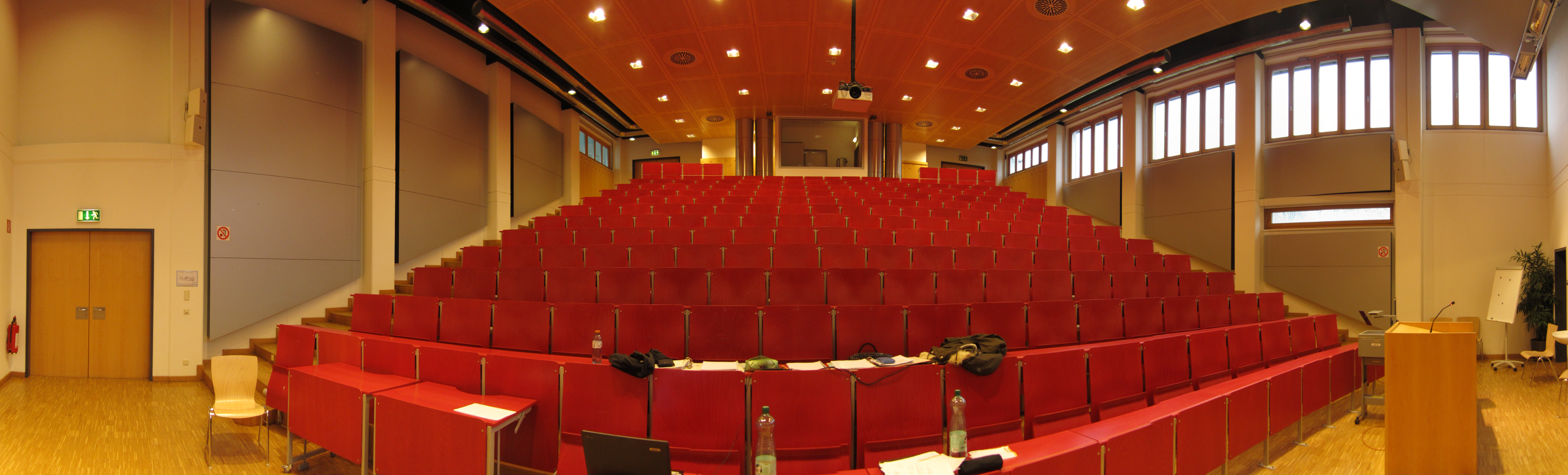